# F-19 Stealth Fighter
F-19 Stealth Fighter is een videospel voor diverse platforms. Het werd uitgebracht in 1988 voor DOS en in 1990 (Commodore Amiga en Atari ST). In feite is dit spel een 16-bitremakeversie van het 8-bitspel Project Stealth Fighter, dat in 1987 uitkwam voor de Commodore 64 en ZX Spectrum. In 1992 kwam het in Japan uit voor de NEC PC-9801. Het spel speelt zich af in de tijd van een onstabiel Midden-Oosten. In Irak worden gijzelaars vastgehouden en Iran is qua politiek instabiel. 
De speler moet missies uitvoeren in de volgende gebieden:
- Libië
- Perzische golf
- Noordkaap
- Centraal-Europa

Kritisch bekeken werd het spel in 1991 opgevolgd door Night Hawk: F-117A Stealth Fighter 2.0.

## Platform
| Jaar | Platform                     |
| ---- | ---------------------------- |
| 1987 | Commodore 64                 |
| 1988 | DOS                          |
| 1990 | Amiga, Atari ST, ZX Spectrum |
| 1992 | PC-98                        |

## Ontvangst
Het spel werd overwegend positief ontvangen:
| Beoordeeld door                      | Platform     | Datum | Score |
| ------------------------------------ | ------------ | ----- | ----- |
| Zero                                 | Amiga        | 1991  | 94%   |
| The Games Machine (GB)               | Commodore 64 | 1988  | 93%   |
| The One                              | DOS          | 1989  | 91%   |
| Amiga Format                         | Amiga        | 1990  | 91%   |
| Computer and Video Games (CVG)       | Atari ST     | 1990  | 89%   |
| Your Amiga                           | Amiga        | 1990  | 89%   |
| Joker Verlag präsentiert: Sonderheft | Atari ST     | 1990  | 88%   |
| The One Amiga                        | Amiga        | 1993  | 87%   |
| Amiga Computing                      | Amiga        | 1990  | 73%   |
| Power Play                           | Amiga        | 1990  | 72%   |
| Power Play                           | Commodore 64 | 1987  | 70%   |
| Computer Gaming World (CGW)          | DOS          | 1991  | 60%   |